# Верижников, Виктор Алексеевич
Ви́ктор Алексе́евич Вери́жников (латыш. Viktors Verižnikovs; 17 июня 1946, Рига, Латвийская ССР, СССР — 26 мая 2021, там же, Латвия) — советский и латвийский хоккеист, нападающий. Мастер спорта СССР.

## Биография
Воспитанник латвийского хоккея. Начал играть в детской команде РВЗ в 1959 году. Первый тренер Эдгарс Клавс. В сезоне 1963/64 дебютировал во второй лиге первенства СССР в команде «Салават Юлаев» из Уфы. В сезоне 1964/65 играл за клуб «Южный Урал» из Орска. Сезон 1965/66 провёл в саратовской «Энергии». Затем на один сезон вернулся в Ригу, где играл за «Даугаву». Снова возвратился в Саратов и выступал два сезона за «Энергию» и два сезона за «Кристалл» (в который была переименована «Энергия»). В 1971 году вернулся домой из Саратова в состав рижского «Динамо». За «Динамо» выступал четыре сезона. Последний сезон в своей хоккейной карьере (1975/76) снова провёл в саратовском «Кристалле».
В 1991—1993 годах играл за команду «Вецмейстарс» («ветераны» или «старые мастера»), выступавшую в хоккейном чемпионате Латвии. В 2000-х годах периодически участвовал в ветеранских матчах.
Умер в Риге 26 мая 2021 года.

## Статистика выступления в высшей лиге
| Легенда | Легенда                    | Легенда | Легенда                   | Легенда | Легенда    |
| ------- | -------------------------- | ------- | ------------------------- | ------- | ---------- |
| И       | Количество проведённых игр | Штр     | Штрафное время            | +/−     | Плюс-минус |
| Г       | Голы                       | П       | Голевые передачи          | О       | Очки       |
| -       | Статистика неизвестна      | —       | Статистика не учитывалась |         |            |

| Сезон                    | Команда                  | И  | Г  | П  | О  | Штр |
| ------------------------ | ------------------------ | -- | -- | -- | -- | --- |
| 1973/74                  | «Динамо» (Рига)          | 20 | 4  | 7  | 11 | 14  |
| 1974/75                  | «Динамо» (Рига)          | 29 | 6  | 6  | 12 | 26  |
| Всего в чемпионатах СССР | Всего в чемпионатах СССР | 49 | 10 | 13 | 23 | 40  |